# Bolero
Bolêro označuje vrsto plesa in glasbeno obliko. 

## Španija
Bolero se je razvil v Španiji v poznem 18. stoletju, pleše se ga bodisi posamezno (solo) bodisi v paru. Leta 1780 ga je iznašel španski plesalec Sebastiano Carezo. Je zmerno počasnega tempa in spremlja petje ali glasbo kastanjet in kitar. Je v tričetrtinskem taktu in ima ob drugem udarcu vsakega takta triolo. Na to plesno obliko so se pri ustvarjanju opirali številni klasični skladatelji; Frederic Chopin je napisal bolero za solo klavir, dobro poznan pa je tudi Bolero, ki ga je zložil Maurice Ravel. Njegovo delo je bilo sprva napisano za baletno predstavo, danes pa se ga običajno izvaja kot koncert.

## Kuba
Na Kubi se je bolero razvil v poseben ples v dvočetrtinskem taktu in se je kot tak razširil v druge države. V 50. letih 20. stoletja so postali péti boleri izjemno popularni po vsej Latinski Ameriki.

## Dvoranski ples v ameriškem stilu
V ZDA se je bolero razvil v edinstven plesni stil, ki združuje vzorce rumbe s tehniko vzpona in padca in značajem valčka ter fokstrota. Glasba je v štiričetrtinskem taktu. Spada v skupino najpočasnejših latinskoameriških plesov (sem sodijo še rumba, ča-ča in mambo). Osnovni ritem korakov je tako kot pri rumbi slow-quick-quick.
Pleše se solo ali v paru v tričetrtinskem taktu, spremlja se s citrami ali z več glasbili. Plesalci se pogosto spremljajo s kastanjetami.
Bolêro je tudi balet Maurica Ravela.